# Vuelo 149 de British Airways
El vuelo 149 de British Airways fue un vuelo desde el Aeropuerto de Londres-Heathrow al Aeropuerto Sultán Abdul Aziz Shah (el antiguo aeropuerto internacional de Kuala Lumpur, Malasia), con escalas en la Ciudad de Kuwait y Madras (ahora llamada Chennai), operado por British Airways con un Boeing 747-136.
El avión que operaba el vuelo, sus pasajeros y tripulantes fueron capturados por fuerzas iraquíes y muchos de los pasajeros y tripulantes fueron inicialmente detenidos y más tarde convertidos en parte de los escudos humanos de Saddam Hussein. Los pasajeros fueron más tarde liberados, aunque al menos uno falleció durante el cautiverio, y el avión fue destruido en el aeropuerto en 1991.

## Aeronave y tripulación
El vuelo 149 fue operado por un Boeing 747-136 con el número de serie del fabricante 19764 y matrícula G-AWND. El avión llevaba el nombre de City of Leeds e inicialmente había sido entregado al predecesor de British Airways, BOAC , antes de entrar en servicio con British Airways en 1974. En el momento del incidente, G-AWND era uno de los aviones más antiguos de la flota de BA. y debía ser reemplazado por un 747 de nueva generación. Al momento del secuestro tenía 20 años y un mes.
El piloto al mando del tramo Heathrow-Kuwait fue el capitán Richard Brunyate, mientras que la tripulación de cabina fue supervisada por el director del servicio de cabina, Clive Earthy. Peter Clark debía asumir el cargo de capitán para el tramo Kuwait-Madras.

## Antecedentes
A las 18:05 GMT del 1 de agosto de 1990, el vuelo 149 de British Airways (BA 149) partió del aeropuerto de Londres Heathrow, su ruta a Kuala Lumpur llevaba el vuelo a través de Ciudad de Kuwait y Madras. El vuelo se vio retrasado unas horas debido a (según el capitán, Richard Brunyate) un fallo en la unidad de potencia auxiliar del avión. el vuelo tenía prevista una escala en la Ciudad de Kuwait; sin embargo, esta no fue cancelada o modificada pese a los informes de los medios del empeoramiento de la situación política de la región. El país vecino de Kuwait, Irak, había demandado que se rindieran y anexionasen y había una contienda militar en la frontera entre las dos naciones durante semanas. El 1 de agosto de 1990, el mismo día del vuelo BA 149, Irak inició una invasión militar de Kuwait.
A la 01:13 GMT del 2 de agosto de 1990, el vuelo BA 149 aterrizó en el Aeropuerto Internacional de Kuwait y los pasajeros fueron desembarcados para lo que iba a ser una hora de espera. El aeropuerto estaba desierto, con pocos o ningún trabajador de tierra, y varios vuelos de otras aerolíneas habían sido cancelados en ese momento. Había informes de que, antes del aterrizaje del BA 149, personal militar británico había tomado el control de la torre de control del aeropuerto de Kuwait. En septiembre de 1990, la primera ministra Margaret Thatcher afirmó que el vuelo BA 149 había aterrizado en Kuwait horas antes de la invasión. Sin embargo, pasajeros a bordo del BA 149 afirmaron haber escuchado disparos y actividad de tanques durante su aterrizaje en la ciudad de Kuwait.
A las 02:05 los pasajeros comenzaron a abordar el Boeing 747 para el siguiente tramo hasta Madras. A lad 2:20 GMT, bombarderos iraquíes bombardearon la pista del aeropuerto. A las 4:30 GMT, tanto la tripulación como los pasajeros del BA 149 fueron trasladados a un hotel a las afueras del aeropuerto. El 3 de agosto de 1990, se informó que todos los 367 pasajeros y 18 tripulantes del vuelo BA 149 estaban bien y a salvo. El avión ya vacío fue posteriormente destruido en tierra por un ataque aéreo durante las últimas fases del conflicto; la destrucción pudo haber sido un acto deliberado por parte del ejército estadounidense. También, el avión pudo haber sido destruido por fuerzas terrestres Iraquíes durante su retirada de Kuwait.

## Detención de los pasajeros
La mayoría de pasajeros fueron inicialmente transferidos al hotel del aeropuerto. Más tarde, los pasajeros fueron confinados en varios hoteles de Kuwait. Los británicos transferidos fueron inicialmente acomodados en las plantas superiores del hotel Melia Mansour; los rehenes de otras nacionalidades fueron alojados en diferentes hoteles.
Grupos de diferentes nacionalidades, incluyendo minusválidos y cuerpos de personas que fallecieron durante el cautiverio, fueron liberados en distintos momentos. El antiguo primer ministro británico Edward Heath viajó en persona a Bagdad para mantener conversaciones directas con el presidente de Irak Saddam Hussein, y lideró las conversaciones para conseguir la liberación de todos los rehenes. Los últimos rehenes estadounidenses y británicos fueron liberados a mediados de diciembre de 1990.

## Investigación
Se llevaron a cabo varias demandas judiciales por parte de los pasajeros contra British Airways por su negligencia al aterrizar en Kuwait durante la invasión Iraquí, y por la pérdida de pertenencias. El 15 de julio de 1999, pasajeros franceses ganaron su juicio por daños a British Airways por un montante de 2,5 millones de libras. En octubre de 2006, un grupo de pasajeros solicitaron una consulta pública independiente.
Un documental de 2007, dirigido y retransmitido por la BBC y mostrado también por Discovery Channel, afirmaba que los gobiernos de Estados Unidos y Gran Bretaña estaban informados tan pronto como las fuerzas armadas iraquíes cruzaron la frontera y a las 0300 hora de Kuwait estaban completamente informados de que se estaba llevando a cabo la invasión con luchas armadas en todo el territorio. Estás advertencias habían tenido lugar al menos una hora antes de que el BA149 tomase tierra; tiempo durante el cual otros vuelos habían sido desviados a Baréin u otros destinos alternativos. En octubre de 1992, el Primer Ministro John Major, quién sucedió a Margaret Thatcher, negó cualquier tipo de influencia en British Airways para que se replantearse la operación del vuelo BA 149, sin embargo, esto se contradice con las afirmaciones de que British Airways había sido puntualmente informado por el MI6 que les había indicado que era 'seguro volar'.
El 2 de octubre de 1992, como respuesta a una cuestión planteada, Major dijo "Puedo confirmar, sin embargo, que no había militares británicos a bordo del vuelo". Sin embargo, el documental de 2007 incluía una entrevista con un antiguo soldado anónimo del SAS, que afirmaba que tanto él como su equipo se encontraban a bordo del vuelo 149 para llevar a cabo labores de inteligencia en Kuwait. Varios soldados también afirmaron en la investigación parlamentaria que habían participado en una misión, y que dicha misión había sido llevada a cabo a petición del gobierno británico y autorizada directamente por la primera ministra.

## Galería

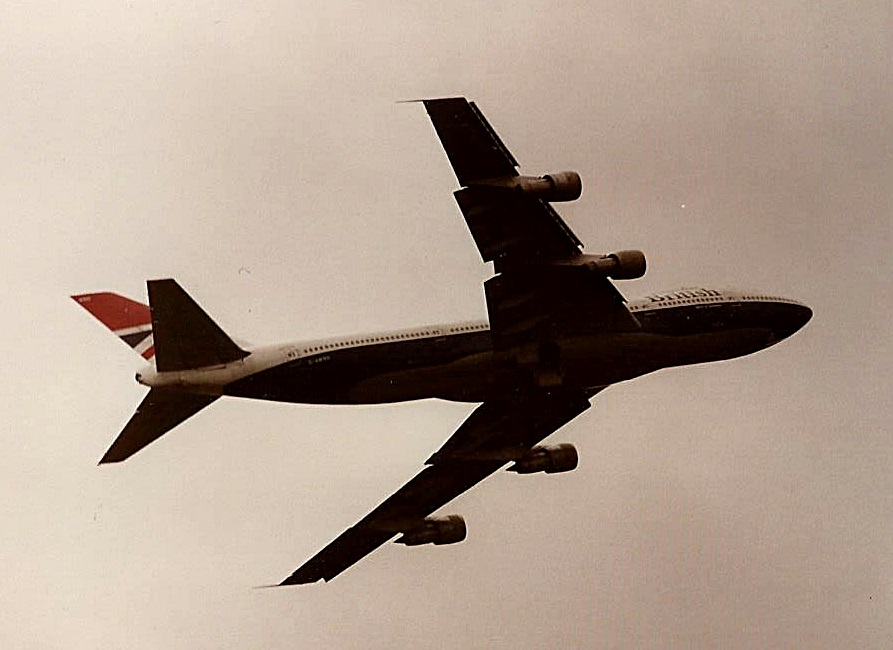
El avión secuestrado.
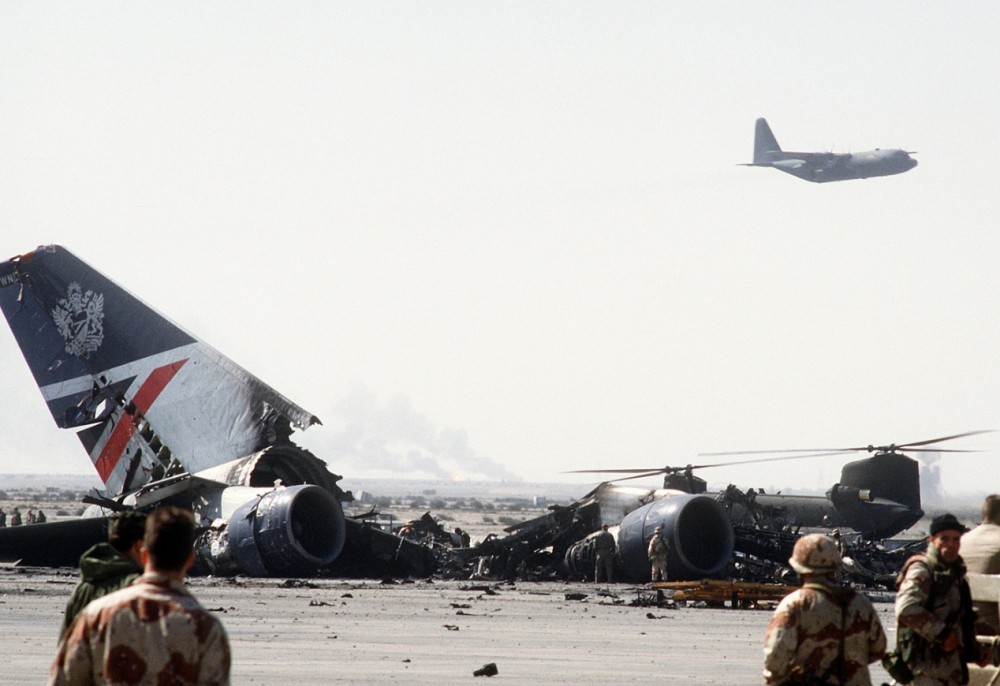
Restos del avión en febrero de 1991.
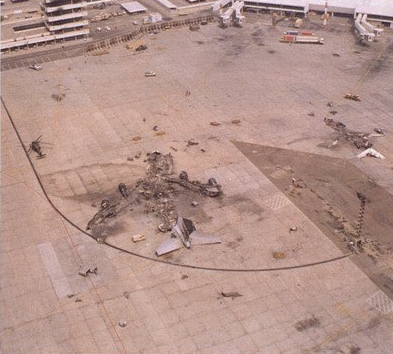
Vista mas amplia de los restos.